# Timahdite
Timahdite (àrab: تمهديت, Timahdīt; amazic estàndard marroquí: ⵜⵉⵎⵃⴹⵉⵜ, Timḥḍit) és una comuna rural de la província d'Ifrane, a la regió de Fes-Meknès, al Marroc. Segons el cens de 2014 tenia una població total de 10.945 persones.